# Daichi Suzuki
Daichi Suzuki (n. 10 martie 1967, Chiba, Japonia) este un Înotător japonez, antrenor, profesor universitar, fost comisar al Agenției Sportive din Japonia, medaliat olimpic. A participat la 2 ediții ale Jocurilor Olimpice (1984, 1988) în care a câștigat o medalie de aur.